# آبشار بو سرا
آبشار بو سرا (به لاتین: Bou Sra Waterfall) یک آبشار در کامبوج است که در Pechr Chenda District واقع شده‌است.